# Thysanopyga illectata
Thysanopyga illectata är en fjärilsart som beskrevs av Heinrich Benno Möschler 1881. Thysanopyga illectata ingår i släktet Thysanopyga och familjen mätare. Inga underarter finns listade i Catalogue of Life.